# François-Joseph-Marie Fayolle
Pour les articles homonymes, voir Fayolle.
François-Joseph-Marie Fayolle, né à Paris le 15 août 1774 et décédé le 1er décembre 1852 dans la même ville, est un homme de lettres et musicologue français, auteur du Dictionnaire historique des musiciens, artistes et amateurs : morts ou vivans qui se sont illustrés en une partie quelconque de la musique et des arts qui y sont relatifs ou il rédige sa biographie.

## Biographie

### Formation
François-Joseph-Marie Fayolle effectue ses études au collège de Juilly. Il entre dans le corps des Ponts et Chaussées en 1792, et devient chef de brigade à l'École Polytechnique, à l'époque de sa formation. Pendant trois ans, il se livre entièrement à l'étude des hautes mathématiques, avec comme professeurs Prony, Lagrange et Monge. En suivant le cours de littérature fait par de Fontanes au collège Mazarin, avant le 18 fructidor an 5, il conçut le goût le plus vif pour la poésie, et traduisit en vers le sixième livre de l’Énéide, d'après les conseils de cet illustre littérateur. Depuis, il a traduit une grande partie de l’Énéide ; il n'a suspendu ce travail que pour donner ses soins à la rédaction du Dictionnaire Historique de musique, dont il avait l'idée depuis longtemps, et pour lequel il avait rassemblé de nombreux matériaux.

### Dictionnaire historique des musiciens
Sur la fin de 1809, il en parla avec Choron son ancien camarade à l'École polytechnique, qui avait eu le même projet ; et ils conviennent de faire ensemble cet ouvrage, où pour la première fois, dans notre langue, on trouve un ensemble d'informations sur la vie et les compositions des musiciens célèbres.

### Amateur de musique et collectionneur
Un goût prédominant a toujours entraîné François-Joseph-Marie Fayolle vers la musique. Il étudie l'harmonie sous Perne, un des meilleurs élèves d'Haudimont, et le violoncelle sous Barni, habile instrumentiste et savant compositeur. Barni lui a dédié un œuvre de trios, et six duos pour deux violoncelles.
Fayolle possédait une bibliothèque musicale très précieuse, tant pour la théorie que pour la pratique. Il a réuni un grand nombre de portraits de musiciens, et lui-même en a fait graver plusieurs sur les dessins originaux que Cartier, Nicolo, etc. ont bien voulu lui procurer.
Quant aux compositions musicales, Fayolle s'est attaché surtout à rassembler les œuvres de tous les violonistes célèbres, depuis Corelli jusqu'à nos jours. Après de longues recherches, il a entrepris un ouvrage intitulé Histoire du violon, dont il a extrait les notices sur Corelli, Tartini, Gaviniès, Pugnani et Viotti. Il possédait aussi d'excellents instruments, entre autres un piano-vertical, le premier que Pfeiffer ait construit, et un alto d'Andrea Amati, que Pleyel a eu la bonté de lui céder.

## Œuvres
Fayolle a publié, de 1805 à 1809, un recueil intitulé les Quatre saisons du Parnasse, formant seize volumes in-12, où il a inséré beaucoup d'articles sur la musique, et des notices sur plusieurs musiciens.